# (1048) Feodosia
(1048) Feodosia ist ein Asteroid des Hauptgürtels, der am 29. November 1924 vom deutschen Astronomen Karl Wilhelm Reinmuth in Heidelberg entdeckt wurde.
Der Asteroid wurde auf Vorschlag von I. Putilin, der die Umlaufbahn berechnete, nach der Stadt Feodossija auf der Krim benannt.